# Лосьйон

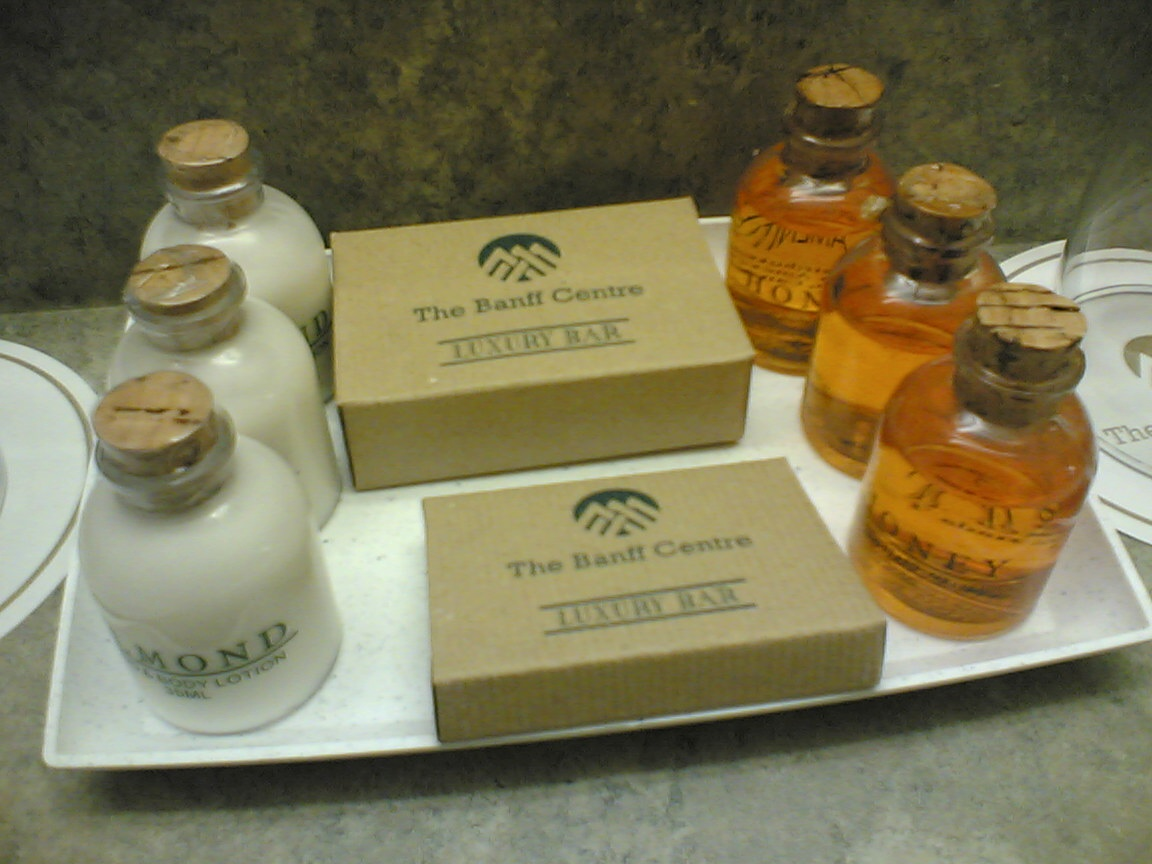
Лосьйон і шампунь в Banff Centre

Лосьйо́н (фр. lotion від лат. lotio — «мию, омиваю») — водно-спиртовий косметичний гігієнічний засіб для догляду за шкірою, що використовується для промивання зовнішніх ділянок тіла, має заспокійливу, охолоджувальну або антисептичну дію. Вміст спирту в лосьйонах становить 15–40 %. Вища концентрація небажана, оскільки регулярне його застосування може спричинити подразнювальну дію на шкіру. Крім води і спирту, лосьйони містять борну кислоту, солі алюмінію (такі рідини мають стягуючу дію), рослинні екстракти. До деяких лосьйонів вводять бактерицидні та фунгіцидні речовини для знезараження шкіри від бактерій та грибів. Лосьйони, що містять молочну та лимонну кислоту, застосовують після вмивання для звуження пор та для відбілювання. Як правило, лосьйони використовують на завершальному етапі очищення шкіри після застосування гігієнічних засобів на жирній основі. Протягом дня лосьйони використовуються для надання свіжості та видалення залишків поту.

Залежно від концентрації спирту лосьйони поділяють:
- для сухої шкіри (до 20 % спирту);
- для нормальної шкіри (до 30 % спирту);
- для жирної шкіри (до 40 % спирту).

Головна мета кожного лосьйона — надати шкірі якомога більше вологи і досягти того, щоб ця волога довше затрималась у шкірі. Лосьйони дуже швидко всмоктуються і не залишають на шкірі слідів, що дозволяє застосовувати їх декілька разів на день, а деякі з них захищають шкіру від впливу УФ-випромінювання та попереджають передчасне старіння. Однак слід зазначити, що лосьйони в жодному разі не замінюють процес умивання.
Тонізуючі лосьйони підбирають залежно від типу шкіри. Вони застосовуються не тільки як додатковий засіб очищення шкіри, але й для надання відчуття свіжості та комфорту. Такі лосьйони мають здатність ледь натягувати шкіру і, таким чином, маскувати дрібні зморшки і надавати шкірі молодий вигляд. Для догляду за сухою та нормальною шкірою їх можна використовувати 2 рази на день — вранці та ввечері, а для жирної шкіри декілька разів на день. З цією метою декілька крапель лосьйона наносять на серветку і обережними рухами очищують шкіру. Особливої уваги потребує шкіра навколо очей та шиї. Якщо в інструкції щодо застосування лосьйона є напис rinse-off (що означає змити), то після застосування не слід залишати його на шкірі, як інші лосьйони.